# Josef Tauchner
Josef Tauchner (* 10. Februar 1929 in St. Peter, Linz; † 17. Juli 1983 in Wien) war ein österreichischer Gewichtheber.
Josef Tauchner war der erste österreichische Gewichtheber, der nach dem Zweiten Weltkrieg in die internationale Spitzenklasse vordrang. Der Wiener setzte die große Tradition von österreichischen Spitzenkönnern in der Leichtgewichtsklasse, die von Franz Zwerina über Hans Haas bis zu Robert Fein reichte, fort. Josef Tauchner, der 1947 mit dem Gewichtheben begonnen hatte, gewann ab 1951 bei Welt- und Europameisterschaften sechs Medaillen.
Der Gewinn einer olympischen Medaille blieb ihm aber versagt. Nach den Weltmeisterschaften 1961 in seiner Heimatstadt Wien beendete er seine internationale Karriere, in dessen Verlauf er alle österreichischen Rekorde im Leichtgewicht an sich gebracht hatte und den Olympiasieger Robert Fein als Rekordhalter ablöste.

## Internationale Erfolge
(OS = Olympische Spiele, WM = Weltmeisterschaft, EM = Europameisterschaft, Le = Leichtgewicht, Mi = Mittelgewicht)
- 1950: 11. Platz (9. Platz) WM + EM in Paris, Mi, mit 307,5 kg;
- 1951: 5. Platz (2. Platz), WM + EM in Mailand, Le, mit 315 kg,
- 1952: 17. Platz, OS in Helsinki, Le, mit 307,5 kg,
- 1954: 3. Platz (2. Platz), WM + EM in Wien, Le, mit 355 kg,
- 1955: 6. Platz (3. Platz), WM + EM in München, Le, mit 342,5 kg,
- 1956: 2. Platz, EM in Helsinki, Le, mit 357,5 kg;
- 1956: 10. Platz, OS in Melbourne, Le, mit 347,5 kg;
- 1958: 3. Platz, EM in Stockholm, Le, mit 347,5 kg
- 1959: 12. Platz (10. Platz), WM + EM in Warschau, Le, mit 340 kg;
- 1960: 4. Platz, EM in Leningrad, Le, mit 347,5 kg,
- 1961: 10. Platz (6. Platz), WM + EM in Wien, Le, mit 345 kg

## Österreichische Meisterschaften
Josef Tauchner wurde insgesamt zwölfmal österreichischer Meister im Leicht- bzw. Mittelgewicht.

## Österreichische Rekorde
Bei Beendigung seiner Laufbahn hielt Josef Tauchner folgende österreichische Rekorde im Leichtgewicht:
- Drücken mit 113,5 kg,
- Reißen mit 112 kg,
- Stoßen mit 141 kg,
- ol. Dreikampf mit 362,5 kg